# Sarkolemm

Schematischer Aufbau eines Skelettmuskels

Sarkolemm (aus griechisch σάρξ sárx, deutsch ‚Fleisch‘ und griechisch λέμμα lémma, deutsch ‚Hülle, Rinde‘) ist herkömmlicherweise die Bezeichnung für die Hüllstruktur von Muskelfasern sowie für die Zellmembran der synzytialen Muskelzellen bzw. Muskelfasern.

## Histologische Funktion: Ummantelung der Myofibrillen
Sarkolemm ist einerseits die Bezeichnung für eine aus feinen kollagenen Fasern bestehende, elastische „Strumpf“-Struktur, die Myofibrillen ummantelt. Es bewirkt die Verankerung der Muskelfasern in innermuskulären Bindegewebssepten (Endomysium und Perimysium) mittels Kollagenfibrillen. Im Bereich des myotendinösen Übergangs, in perimuskulären Faszien, bildet das Sarkolemm Ausstülpungen und Invaginationen, um die Sehnenfasern aufzunehmen. 
Das Sarkolemm wird von Plasmamembranen samt anliegender Basalmembranen der Muskelzelle(n) gebildet. 

## Zytologische Funktion: Zellmembran der Muskelzelle
Besonders in der neueren Fachliteratur wird der Begriff Sarkolemm andererseits auch, synonym mit Myolemm, als Plasmalemm (= Zellmembran) der Muskelzellen interpretiert. An dieser Muskelzellmembran entlang (über diese hinweg) breitet sich das Aktionspotenzial der Muskelerregung aus (vermittels Dominostein-kaskadenartiger Depolarisierung der jeweils benachbarten Membranregion und ihrer somit sich für Ioneneinstrom öffnenden Transmembrankanäle). 
An der Innenseite der Muskelzellmembran lagert sich das wichtige Protein Dystrophin an, das zur Stabilisierung der Zellmembran beiträgt. Das Fehlen von Dystrophin verursacht eine  Muskelschwäche, wodurch Muskelgewebe durch Binde- und Fettgewebe ersetzt wird (siehe Muskeldystrophie). Weitere Proteinkomplexe, welche das Sarkolemm stabilisieren, sind u. a. Aktin und Spektrin.
Außerdem bildet die Zellmembran röhrenförmige Einfaltungen, welche weit ins Sarkoplasma (entspricht dem Zytoplasma) reichen. Man nennt diese Einfaltungen Transversal-Tubuli (T-Tubuli), die mit dem doppelt angelegten Longitudinal-System (L-Tubuli, Kalziumspeicher) verbunden sind. So entsteht bei Skelettmuskulatur eine Triade, welche für die Muskelerregung (durch Kalziumeinstrom) im Skelettmuskel wichtig ist. In der quergestreiften Herzmuskulatur umgeben die L-Tubuli die Myofibrillen in ihrer ganzen Länge und sind den T-Tubuli nur einseitig angelagert. Dabei bilden sie mit den T-Tubuli eine Diade.
Ohne das Protein Dystrophin gehen übrigens die Zytoskelettverbindungen zur extrazellulären Matrix verloren, sodass die Muskelzelle ihre Stabilität verliert und Risse entstehen. Somit können Kalziumionen ununterbrochen in die Muskelzelle einströmen und es kommt zur Dauerkontraktion, die dann die Muskeldystrophie zur Folge hat.